# Gandaberunda

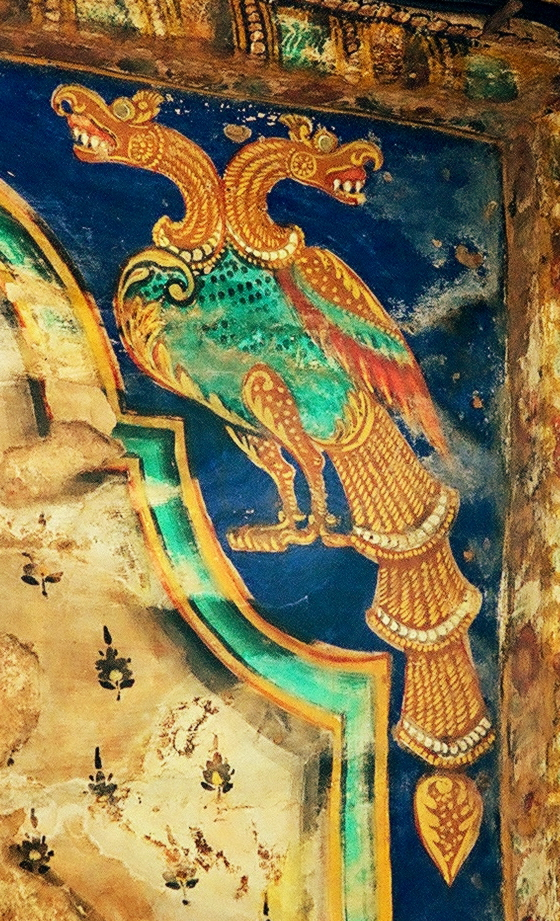
Gandaberunda

El Gandaberunda (también conocido como el Berunda) es un criatura mitológica descrita como un ave mitológica de dos cabezas en la mitología hindú, y que se cree que poseen una fuerza mágica. Se utiliza como el emblema oficial del gobierno Karnataka y que es visto como un intrincado esculpido con motivos en templos hindúes.

## Uso
Históricamente se ha utilizado su imagen en las crestas y los sellos oficiales de:
- Chalukyas
- Chagis
- Hoysala
- Jefes Keladi
- Kadambas
- Nandyalas (Imperio Vijayanagara)
- Gobburis (Imperio Vijayanagara)
- Wodeyars de Mysore